# 玛尔盖茶卡
35°07′N 86°45′E / 35.117°N 86.750°E
玛尔盖茶卡（藏語：དམར་གད་ཚྭ་ཁ，威利转写：dmar gad tshwa kha，THL：Margé Tsakha）是位于藏北羌塘高原北部的一个盐湖，行政上属那曲市尼玛县，湖面海拔为4785米，面积约80平方公里，丰水期水深仅有几十厘米甚至几厘米，旱季大部分时间几近干涸，是一个时令湖。湖底全为白色的盐晶组成的沉积层，盐矿的储量丰富。